# Калашникова Галина Олексіївна (акторка)
Калашникова Галина Олексіївна — радянська і російська актриса, театральна режисерка, професор, театральний педагог. Заслужений працівник культури Російської Федерації.

## Життєпис
Галина Калашникова народилася 26 грудня 1922 року в Києві.
У 1937 році поступила до молодіжного драматичного театру при Палаці культури ЗІЛ під керівництвом легендарного режисера з Московського театру імені Ленінського комсомолу Сергія Львовича Штейна. 
У воєнні роки брала участь в концертно-фронтовій бригаді ЗІЛа. За творчу роботу та участь у військових діях в роки німецько-радянської війни отримала дві медалі: «За оборону Москви» та «За доблесну працю під час Великої Вітчизняної Війни»
У 1950 році закінчила Державний інститут театрального мистецтва імені Анатолія Васильовича Луначарського (нині — Російський інститут театрального мистецтва) (кафедра музичної комедії) за фахом: актриса музичного театру, педагог (майстер курсу — актор і режисер Аркадій Григорович Вовсі).
З 1977 року очолила Народний театр при Будинку культури ЗІЛ і пропрацювала там на посаді Головного режисера протягом 10 років.
У 1964—2008 рр. була керівницею курсу і педагогом на кафедрі режисури та майстерності актора в Московському державному університеті культури та мистецтв.
Померла Галина Олексіївна 21 жовтня 2010 року .

## Вистави
- «Продовження легенди» (у співавторстві з Сергієм Штейном)
- «Сніжна королева»
- «А зірки тут тихі»
- «Собака на сіні»
- «Ешелон»
- «Здрастуй, Катю!»
- «Три сестри»
- «Качине полювання»
- «Клоп»
- «П'ять вечорів»